# Monserrato
Monserrato (Pauli in sardo) è un comune italiano di 18 595 abitanti della città metropolitana di Cagliari in Sardegna, conurbato col capoluogo.

## Geografia fisica

### Territorio
Situato nella pianura del Campidano, in prossimità dello stagno di Molentargius e delle saline, Monserrato fa parte della conurbazione cagliaritana, cuore della città metropolitana del capoluogo sardo, assieme a Cagliari, Pirri, Selargius, Quartucciu e Quartu Sant'Elena.

## Origini del nome
Il nome sardo Pauli o Paulli significa palude. Già nel Medioevo assunse il nome di Paùly, prima, e poi quello di Paùli Pirri. Successivamente al 1881 divenne Paùli Monserrato e dall'11 aprile 1888, con Regio decreto e per volere del Consiglio comunale, prese il nome di Monserrato, parola riconducibile alla Madonna di Montserrat (nei pressi di Barcellona).

## Storia
La fondazione del primo nucleo abitativo risale al periodo romano. Nel medioevo noto col nome di Pauli, era compreso nel giudicato di Cagliari, nella curatoria del Campidano di Càlari. Nel 1258, dopo lo smembramento del giudicato fu amministrato da funzionari pisani fino al 1324 quando a seguito della conquista aragonese fu concesso in feudo. La peste del 1348 spopolò il villaggio, nel 1366 divenne feudatario Guglielmo Canelles, che però fu osteggiato dalle truppe arborensi che occuparono il territorio fino al 1410. Pauli tornò al regno di Sardegna dopo la battaglia di Sanluri. Nel 1426 il villaggio fu concesso a Dalmazio Sanjust che iniziò un'opera di risanamento che permise lo sviluppo della cittadina favorendo l'agricoltura specialmente vinicola. Il feudatario possedeva il paese col titolo di conte di San Lorenzo.
Dopo l'abolizione del feudalesimo, nel 1848 entrò a far parte della provincia di Cagliari divenendo comune autonomo sino al 1928, anno in cui fu accorpato al comune di Cagliari.
Ha riacquistato la propria autonomia il 18 novembre 1991 dopo un referendum (tenutosi il 21 aprile dello stesso anno) e mediante una legge regionale. In tale occasione, però, è passato da 1 137 ettari di territorio comunale a 650 ettari (è stato privato della piana di San Lorenzo perché una striscia di terreno del comune di Selargius ne interrompeva la continuità territoriale). Su questo tema è ancora in corso una causa legale tra il Comune di Monserrato e il Comune di Cagliari.

### Simboli
Lo stemma e il gonfalone del comune di Monserrato sono stati concessi con decreto del presidente della Repubblica del 1º marzo 1999.
Lo stemma si può blasonare: inquartato dalla croce diminuita di rosso: nel 1º d'argento, alla testa di moro attortigliata del campo; il 2º d'azzurro, alla chiesa di Sant'Ambrogio di Monserrato d'oro; il 3º di verde, alle cinque spighe di grano d'oro, impugnate e legate di rosso; il 4º d'oro, al grappolo d'uva di porpora, unito al tralcio di verde posto in fascia e pampinoso di due dello stesso, uno e uno.
Il gonfalone è un drappo di bianco.

## Monumenti e luoghi d'interesse

### Architetture religiose

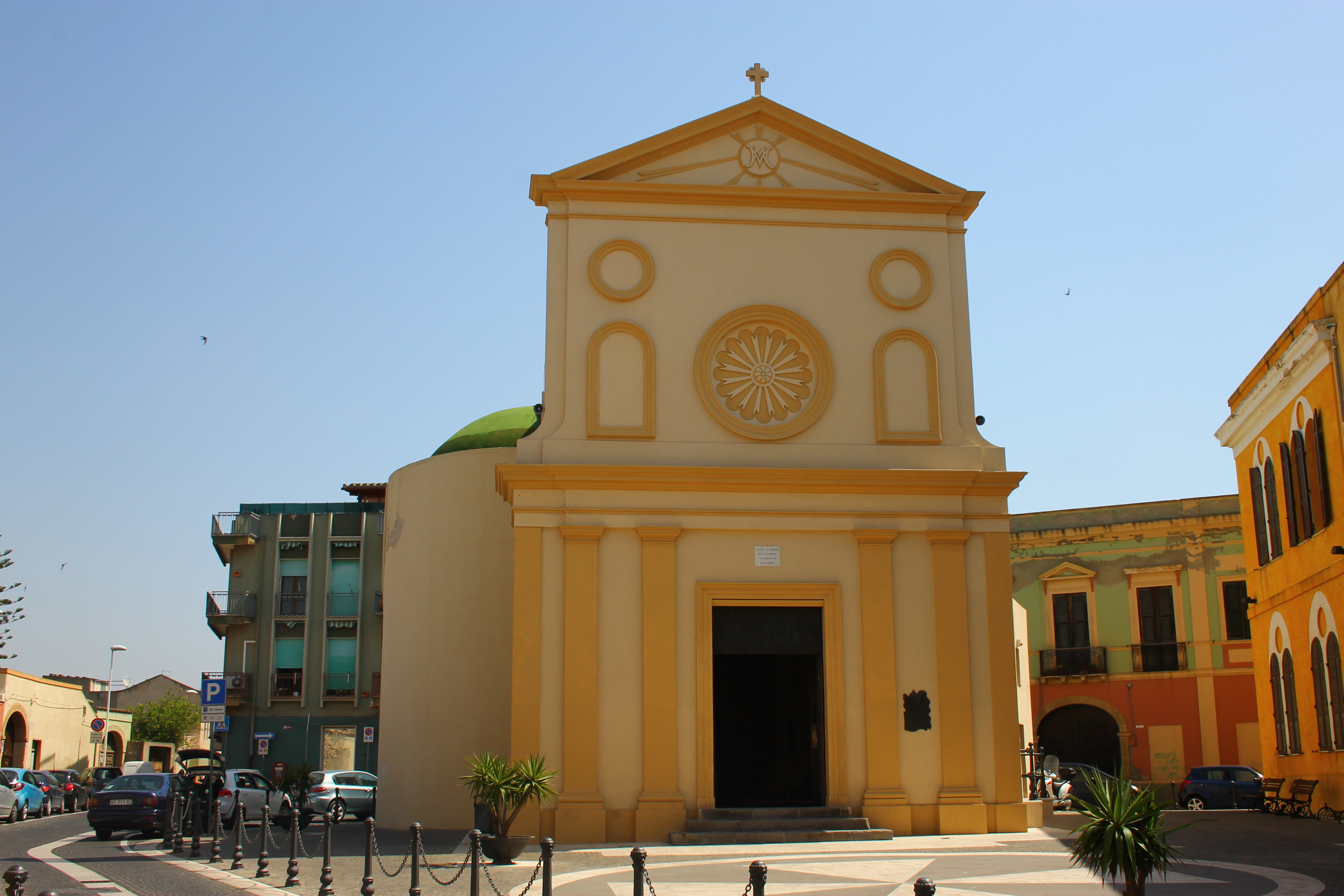
Chiesa di Santa Maria de Paulis

- Chiesa di Sant'Ambrogio: intitolata al patrono di Monserrato, è un edificio in stile gotico catalano datato tra la fine del XV e l'inizio del XVI secolo. Nel 1983 è stato compiuto il restauro che ha riportato alla luce l'originale aspetto architettonico. L'interno è diviso in tre navate.
- Chiesa rurale di San Lorenzo: ha pianta rettangolare e al suo interno è presente una sola navata. Ora appartiene al territorio di Cagliari mentre storicamente era situata nel territorio monserratino.
- Chiesa della Beata Vergine: è la chiesa dedicata alla Beata Vergine di Monserrato. Conosciuta anche come Santa Maria de Paulis, ha pianta a croce greca con una cupola centrale.
- Chiesa del SS. Redentore: chiesa parrocchiale dall'aspetto moderno tipico delle chiese costruite dopo la seconda guerra mondiale (risale infatti al 1955 la posa della prima pietra). Restaurata di recente, è costituita da una sola grande navata. Particolare la torre campanaria che svetta alta a fianco della chiesa per un'altezza di ventisei metri.
- Chiesa di San Giovanni Battista de la Salle: chiesa parrocchiale di epoca moderna, costruita alla fine degli anni Novanta. È realizzata in cemento armato, con facciata dalla linea curva e il campanile a pianta quadrata. L'edificio è situato nel quartiere di Paluna, al confine con il comune di Selargius.

### Architetture civili
- Casa Foddis: costruita in stile liberty nei primi anni del Novecento, è situata in via Zuddas nel cuore del centro storico di Monserrato. È l'attuale sede dell'Assessorato alla cultura.

## Società

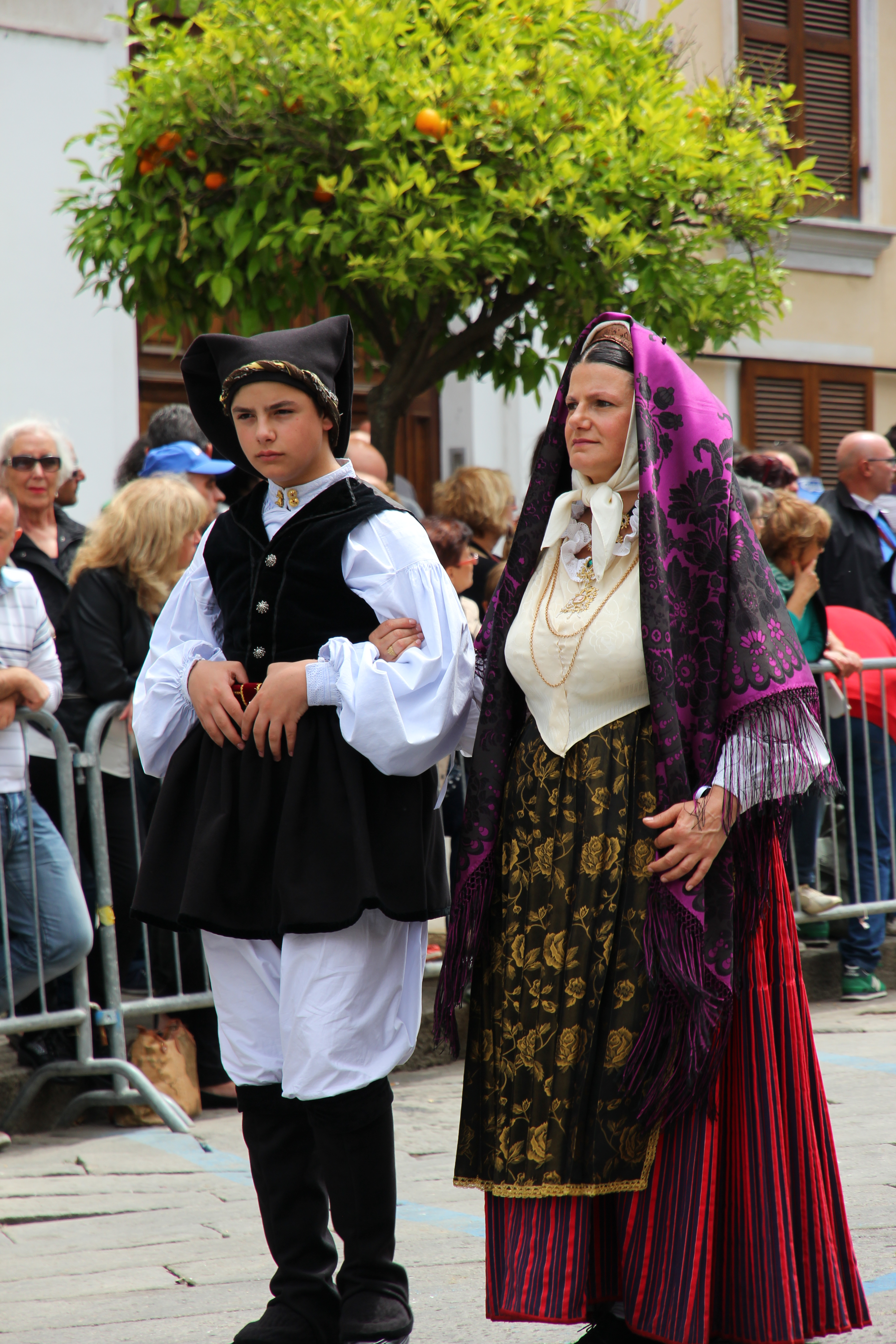
Abiti tradizionali

### Evoluzione demografica
Abitanti censiti

### Etnie e minoranze straniere
Al 31 dicembre 2022 la popolazione straniera ammontava a 275 persone, pari all'1,6% dei residenti.

### Lingue e dialetti
La variante del sardo parlata a Monserrato è il campidanese comune.

### Tradizioni e folclore

#### Eventi
- Su Fogadoni de santu Srebestianu a gennaio
- Ad agosto si celebra la festa di san Lorenzo.
- L'8 settembre, prima dell'inizio della vendemmia, ricorrono i festeggiamenti per la Beata Maria Vergine.
- Sagra della vendemmia, ultima domenica di settembre

## Cultura

### Istruzione

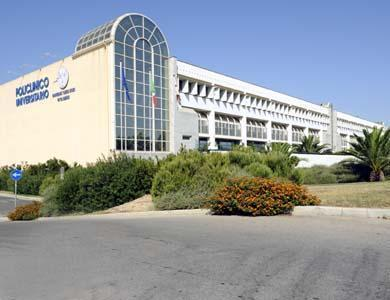
Policlinico di Monserrato

A Monserrato sorge la Cittadella Universitaria, un grande complesso nel quale sono stati decentrati diverse facoltà dell'Università degli Studi di Cagliari e che comprende inoltre un Policlinico Universitario.

### Musei
- Museo delle Ferrovie - Via Pompeo
- Museo sardo di antropologia ed etnografia

### Teatri
- Giuseppe Verdi (Via Traiano)
- Is Mascareddas (Via 31 marzo 1943 - ex Akroama)
- Sant'Ambrogio (Via Ambrosiana)

## Economia
In questi ultimi decenni, la città ha conosciuto un apprezzabile sviluppo nel settore edilizio, economico, sociale e culturale.
Particolarmente evidente è lo sviluppo edilizio, caratterizzato dalla presenza di nuovi e moderni quartieri che fanno parte integrante del vecchio centro urbano, in cui si possono ancora osservare le tipiche case campidanesi costruite in "ladiri" (mattoni crudi di paglia e fango) e tufo, caratterizzate dalle bellissime "lolle" (ampi loggiati di tipo spagnolesco, ornati di fiori e piante) e dagli imponenti portali in legno arricchiti da intagli e decorazioni.
L'economia del paese era tradizionalmente fondata sull'agricoltura e in particolare sulla viticoltura. Ancora oggi il maggiore impianto produttivo è la Cantina Sociale (fondata nel 1924, la prima della Sardegna) che produce vini pregiati quali il Nuragus, Monica, Moscato, Nasco, Girò. Non è difficile notare nel centro storico ancora qualche foglia di palma, posta di fianco al portale dell'abitazione, che sta ad attestare la vendita di vino di produzione familiare.

## Infrastrutture e trasporti

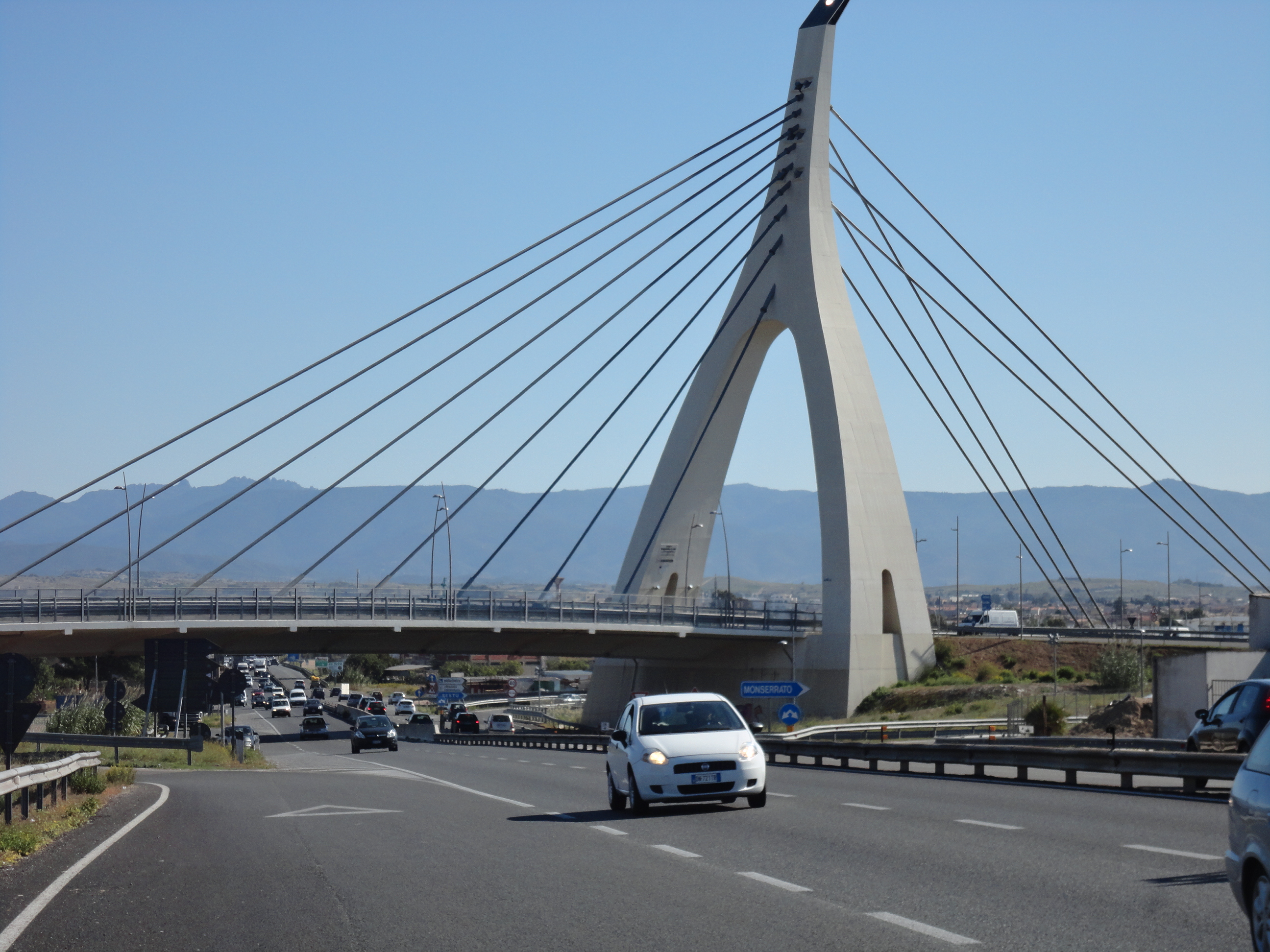
Ponte Emanuela Loi sulla strada statale 554 Cagliaritana

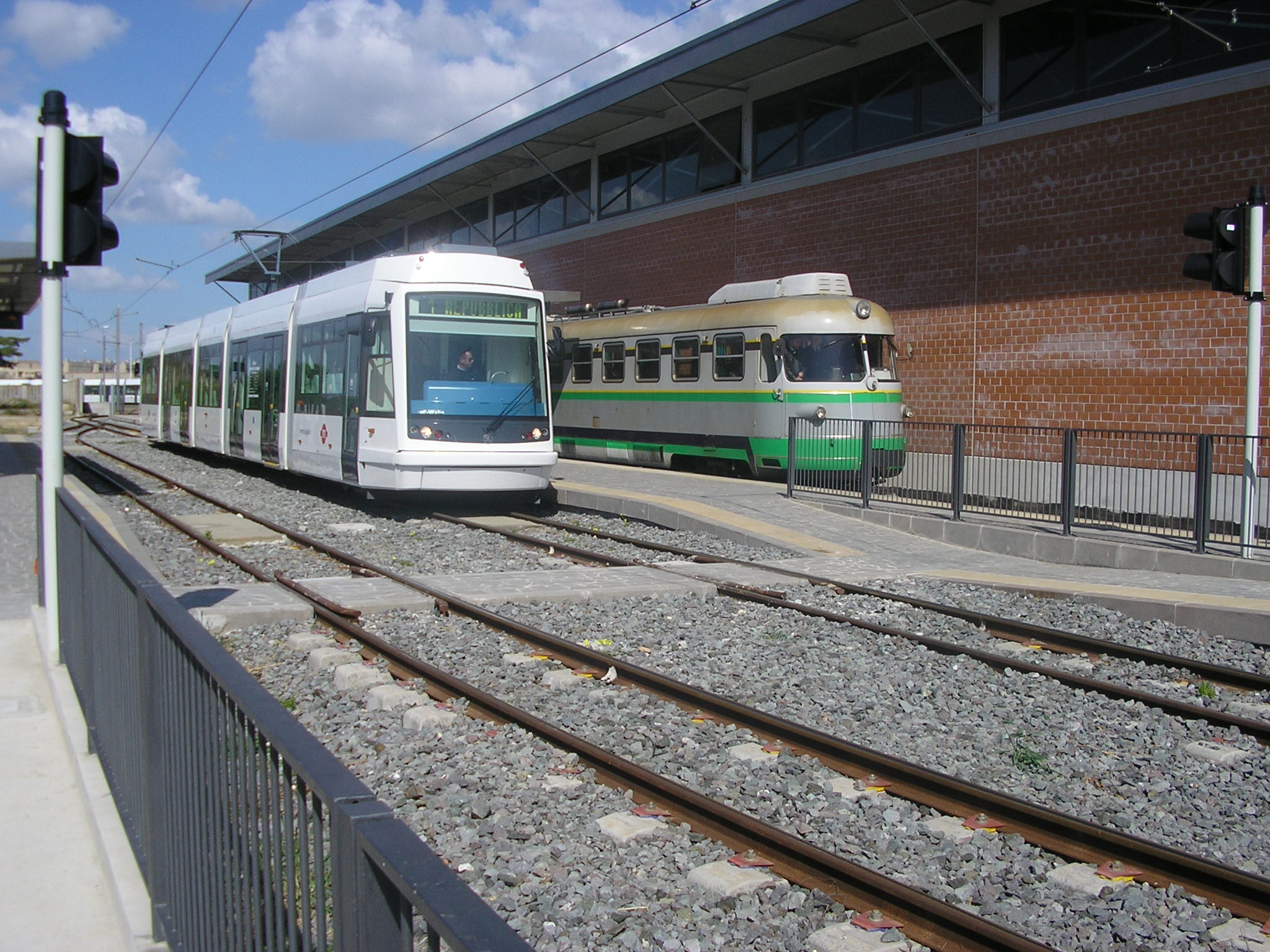
La fermata di San Gottardo, capolinea della ferrovia per Isili e scalo di interscambio tra le due linee tranviarie di Metrocagliari

Monserrato è interessata dal percorso della S.S. 554, collegata alle S.S. 131 (Cagliari - Porto Torres), S.S. 130 (Cagliari - Iglesias), S.S. 125 (Cagliari-Olbia).
Le stazioni di San Gottardo e Monserrato, gestite dall'ARST, vedono treni per Mandas e Isili lungo la ferrovia Cagliari-Isili, oltre al servizio turistico denominato Trenino Verde.
I servizi urbani sono svolti tramite autocorse CTM e mediante la linea tranviaria ARST che collega la fermata di San Gottardo, adiacente stazione, con la ex stazione ferroviaria di Cagliari - Piazza Repubblica, con la fermata del Policlinico Universitario e con la stazione di Settimo San Pietro, raggiungibile sia via tram che via treno. I collegamenti regionali sono svolti con autoservizi ARST.
Dal 1893 al 1971 Monserrato fu inoltre attraversata dalla tranvia extraurbana Cagliari-Quartu Sant'Elena, esercita dapprima con trazione a vapore e in seguito, incorporata nella rete tranviaria di Cagliari, con tram elettrici.

## Amministrazione
| Periodo        | Periodo        | Primo cittadino           | Partito | Carica                    | Note   |
| -------------- | -------------- | ------------------------- | --- | ------------------------- | ------ |
| 27 aprile 1997 | 13 maggio 2001 | Antonio Vacca             | liste civiche di centro-sinistra, PDS, PRC, PSd'Az                                                         | Sindaco                   | [ 11 ] |
| 13 maggio 2001 | 28 maggio 2006 | Antonio Vacca             | DS, I Democratici, PdCI, PRC, PPI, PSd'Az, SDI                                                             | Sindaco                   | [ 12 ] |
| 28 maggio 2006 | 15 maggio 2011 | Marco Salvatore Sini      | DS, DL, liste civiche di centro-sinistra, Socialisti Uniti - PSI, PSd'Az, PRC, PdCI, Federazione dei Verdi | Sindaco                   | [ 13 ] |
| 15 maggio 2011 | 5 giugno 2016  | Giovanni Argiolas         | PD, SEL, RossoMori, PSI, IdV, Federazione della Sinistra                                                   | Sindaco                   | [ 14 ] |
| 6 giugno 2016  | 25 giugno 2018 | Tomaso Antonio Locci      | lista civica "Monserrato Libera", RS, PSI, lista civica "Monserrato la Tua Città"                          | Sindaco                   | [ 15 ] |
| 25 giugno 2018 | 2 luglio 2019  | Ettore Giuseppe Gasperini | | Commissario straordinario | [ 16 ] |
| 2 luglio 2019  | 25 giugno 2024 | Tomaso Antonio Locci      | liste civiche "Monserrato Libera", "Monserrato Futura", "Monserrato in Movimento"                          | Sindaco                   | [ 17 ] |
| 25 giugno 2024 | in carica      | Tomaso Antonio Locci      | liste civiche "Monserrato Libera", "Monserrato Futura", "Monserrato Metropolitana"                         | Sindaco                   | [ 18 ] |